# 1330-е годы до н. э.
1330-е (ты́сяча три́ста тридца́тые) го́ды до на́шей э́ры по пролептическому юлианскому календарю — промежуток времени с 1 января 1339 года до н. э. по 31 декабря 1330 года до н. э., включающий с 1339 по 1331 годы 7-го десятилетия  и 1330 год 8-го десятилетия XIV века 2-го тысячелетия до н. э. Им предшествовали 1340-е годы до н. э., за ними следовали 1320-е годы до н. э. Они закончились 3355 лет назад.

## События

### Малая Азия
- 1339 до н. э. — царь Суппилулиума I захватил лидерство после падения Митанни практически во всей Сирии.
- 1335 до н. э. — царство хурритов включено в царство хеттов.

### Египет
- 1339 до н. э. — фараон Аменхотеп IV потерял религиозную и политическую поддержку египетской армии.
- 1337 до н. э. — Аменхотеп IV назначил Сменхкара своим соправителем (возможно, это королева Нефертити).
- 1333 до н. э. — фараон Тутанхамон (1333—1323 до н. э.) одиннадцатый фараон из 18-й династии Египта.
- Под руководством Генерала Хоремхеб и первосвященника Эйе решено вновь сделать Фивы столицей.
- Майя — министр финансов, назначен на высокий пост «надзирателя казны».
- 1330 до н. э. — Тутанхамон и его жена Анхесенамон восстанавили культ древних богов.

### Месопотамия
- 1333 до н. э. — царь Куригальзу II (1333—1308 до н. э.) из Кардуниас[англ.] наследовал престол от Бурна-Буриаш II.
- 1330 до н. э. — Куригальзу II являлся энергичным правителем довольно мирного периода Кардуниас.

### Ассирия
- 1330 до н. э. — царь Эллиль-нирари (1330—1320 до н. э.) правил Ассирийской империей.

## Скончались
- Нефертити
- Тия